# IDEA 리그
IDEA 리그는 유럽의 선도 기술 대학교 다섯개의 전략 동맹이다. 1999년 10월 6일 IDEA 리그는 비슷한 네 대학간의 이해의 비망록의 서명으로 구성되었다. : 임페리얼 칼리지 런던, 델프트 공과대학교, 취리히 연방 공과 대학교 그리고 아헨 공과대학교. 각각은 연구 중심의 이력을 지녔으며 각각은 각나라내에 공학과 과학 졸업자의 최대 생산자였다. 2006년, 파리테크( ParisTech)에 협력에 동참하였다. 용어 IDEA는 설비 기관들의 이니셜에서 왔다.
IDEAP 연맹의 주요 야망중의 하나는 유럽 연합을 기술적이고 과학적인 지도자로 재구성하는 것으로 대학의 자원과 지식을 집적하려는 것이다.
현재 연합의 세 구성 학교(델프트 공과대학교, 취리히 연방 공과 대학교 그리고 아헨 공과대학교)는 응용 지구물리학 연합 석사과정을 제공한다. 연합 석사과정 중에 학생들은 각 대학에서 한 학기를 보낸다. 네 번째 학기에 세 학교 중 하나 혹은 산업체에서 학위를 취득한다. 연구와 학습을 모두 제공하는 것이다. 프로그램 중에 학생들은 '하이드로카본 탐험과 경영' 또는 '환경과 공학 조사', '지구열에너지 탐사와 경영'을 전공으로 공부할 수 있다.

## 구성원

### 현재
| 기관                    | 위치     | 설립 연도 | 가입 연도 | Rector/총장                       | 전체 학생수** | 웹사이트                        |
| ----------------------- | -------- | --------- | --------- | --------------------------------- | ------------- | ------------------------------- |
| 델프트 공과대학교       | 델프트   | 1842년    | 1999년    | Drs. Dirk Jan van den Berg        | 17,155        |                                 |
| 취리히 연방 공과 대학교 | 취리히   | 1855년    | 1999년    | Prof. Dr. Ralph Eichler           | 14,174        |                                 |
| 아헨 공과대학교         | 아헨     | 1870년    | 1999년    | Prof. Dr. Ernst M. Schmachtenberg | 31,431        |                                 |
| 챌머 공과대학교         | 예테보리 | 1829년    | 2014년    | Prof. Dr. Stefan Bengtsson        | 11,000        |                                 |
| 밀라노 공과대학교       | 밀라노   | 1863년    | 2016년    | Prof. Dr. Giovanni Azzone         | 41,000        | 보관됨 2021-05-01 - 웨이백 머신 |

### 과거
| 기관            | 위치 | 설립 연도 | 가입 연도 | 탈퇴 연도 | Rector/총장         | 전체 학생수          | 웹사이트 |
| --------------- | ---- | --------- | --------- | --------- | ------------------- | -------------------- | -------- |
| 파리 공과대학교 | 파리 | 1991년    | 2006년    | 2013년    | Jean-Philippe Vanot | 약 19,700명 (2015년) |          |

Note: **incl. doctorandi, all numbers for 2008

## 같이 보기
- 델프트 공과대학교
- 취리히 연방 공과대학교
- 아헨 공과대학교
- T.I.M.E. 네트워크